# Мали јабучни мишић
Мали јабучни мишић (лат. musculus zygomaticus minor) је парни мишић главе, који се пружа наниже и унутра од спољашње стране јабучне кости до дубоке стране коже у пределу горње усне. То је танак мишићни сноп, који се налази испод и унутра од великог јабучног мишића.
Инервација му потиче од јабучних грана фацијалног живца, а дејство се огледа у повлачењу угла усана и горње усне навише и упоље, што чини у сарадњи са великим јабучним мишићем, мишићем смеха и сл. При обостраној контракцији он даје лицу насмејан израз, тако да се убраја и у мимичне мишиће.